# Ronald Jonker
Ronald „Ron“ Jonker (* 14. Dezember 1944 in Amsterdam) ist ein ehemaliger australischer Radrennfahrer.

## Sportliche Laufbahn
Jonker ist gebürtiger Niederländer. Er war im Straßenradsport und im Bahnradsport aktiv. Jonker war Teilnehmer der Olympischen Sommerspiele 1968 in Mexiko-Stadt. Im olympischen Straßenrennen kam er nicht ins Ziel. 
Bei den Commonwealth Games 1970 gewann er die Goldmedaille im Tandemrennen mit Gordon Johnson als Partner.